# Colocleora remotata
Colocleora remotata är en fjärilsart som beskrevs av W. Warren 1901. Colocleora remotata ingår i släktet Colocleora och familjen mätare. Inga underarter finns listade i Catalogue of Life.